# Odeon Records
Odeon Records a fost o casă de discuri germană fondată în 1903. Fondatorii săi eu fost Max Straus și Heinrich Zuntz. A fost numită după un celebru teatru din Paris, a cărei cupolă clasică apare pe sigla casei de discuri. 